# Better Days Not Included
Better Days Not Included è il terzo album di studio del gruppo pop punk tedesco Donots, pubblicato il 7 giugno 1999 da Gun Supersonic Records.

## Tracce
1. Intro – 0:22
2. Nothing Left – 3:08
3. You Cannot – 3:16
4. Outshine the World – 3:26
5. The Story So Far – 4:43
6. Suitcase Life – 3:59
7. True Faith – 4:11
8. Wordplay – 3:45
9. 16 Tons – 3:48
10. Cranky Person – 3:13
11. Static – 3:19
12. The One Song – 3:39
13. Got Some Nerve – 5:49
14. Outro – 1:10

## Formazione
- Ingo Knollmann - voce
- Guido Knollmann - chitarra
- Alex Siebenbiedel - chitarra
- Jan Dirk Poggemann - basso
- Eike Herwig - batteria